# Balística

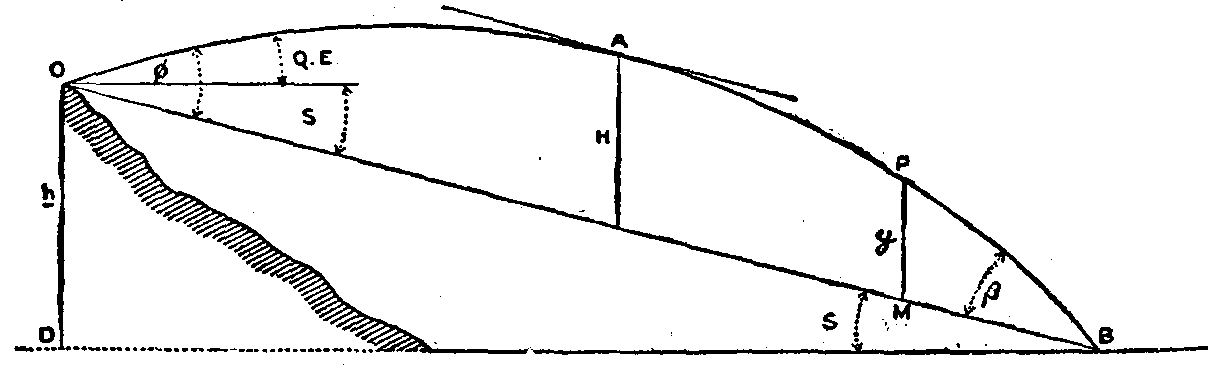
Estudio balístico (Balística exterior) en la Encyclopædia Britannica, definido para dos cotas.

Por balística (del latín ballista, «ballesta»; a su vez, del griego βάλλειν, «lanzar») se entiende el estudio del movimiento y efectos de los proyectiles (balas, bombas de gravedad, cohetes, misiles balísticos, etc). La balística forense es otra disciplina que estudia ciertos aspectos técnicos de los proyectiles, y sus efectos sobre tejidos biológicos, y su interacción con otros objetos con el fin del esclarecimiento de presuntos delitos.

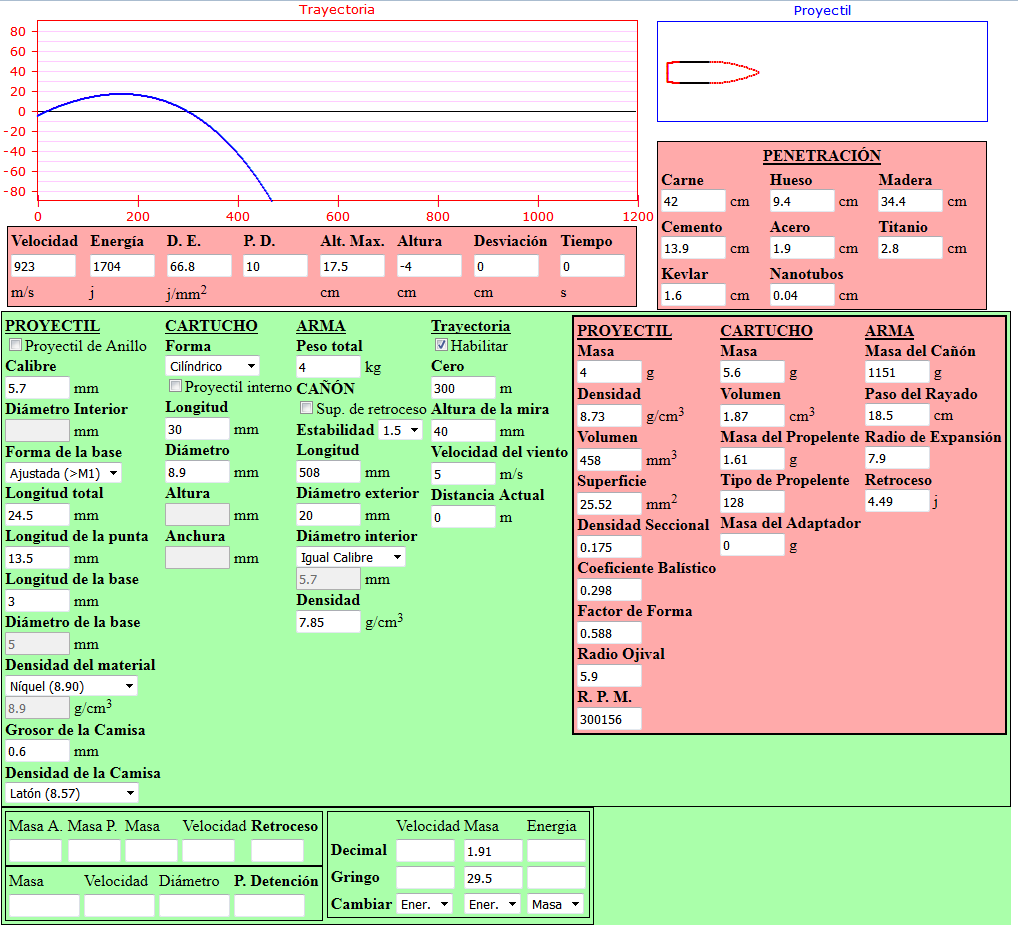
Una vista típica de un programa informático capaz de simular las tres ramas de la balística (interna, externa y terminal). Se muestra un cartucho 5.56x45 SS109 y su rendimiento estimado.

## Características
El corpus de estudio de la balística se centra en el análisis de las fuerzas, trayectorias, rotaciones y comportamientos diversos de los proyectiles en diferentes ambientes de empleo, además de la forma del proyectil, sustancias, temperaturas, presiones gaseosas, etc, situaciones que suceden en las diferentes fases del disparo, desplazamiento del proyectil a lo largo del ánima y salida al exterior, trayectoria e impacto. El campo de la balística centrado en las armas de fuego es parte de los estudios forenses y militares.

## Ramas de la balística
La balística puede considerarse dividida en tres ramas:
1. Balística interior: Estudia los fenómenos que se producen en el interior del arma de fuego, desde que el percutor hiere al fulminante y termina hasta que el proyectil abandona la boca del arma de fuego. La balística interior, tiene una especial incidencia en las características de fabricación de las armas de fuego y su cartuchería. Es decir, estudia, entre otros aspectos, todos los fenómenos que impulsan al proyectil, así como el quemado de la carga inicial, para que esta a su vez queme el propelente, la presión de los gases, el giro y rozamiento dentro del ánima rayada, etc.
2. Balística exterior: Estudia las trayectorias y los efectos perturbadores del medio ambiente sobre el proyectil. Es el análisis de lo que ocurre con el proyectil desde que abandona la boca del cañón hasta que hace blanco, o bien agota su impulso y cae.
3. Balística de efecto/terminal: Estudia los efectos causados por el choque del proyectil contra un cuerpo dado o ya definido y hastá que este queda en reposo.

Actualmente,[¿cuándo?] algunos especialistas en la materia[¿quién?] han incluido una rama más de estudio, la balística intermedia, que estudia los fenómenos que ocurren en las proximidades de la boca del cañón, desde que la onda de choque primaria sale por la boca del cañón hasta que los gases propulsantes, originados por la combustión de la pólvora, lo abandonan y dejan de impulsar al proyectil.[cita requerida]

## Balística forense

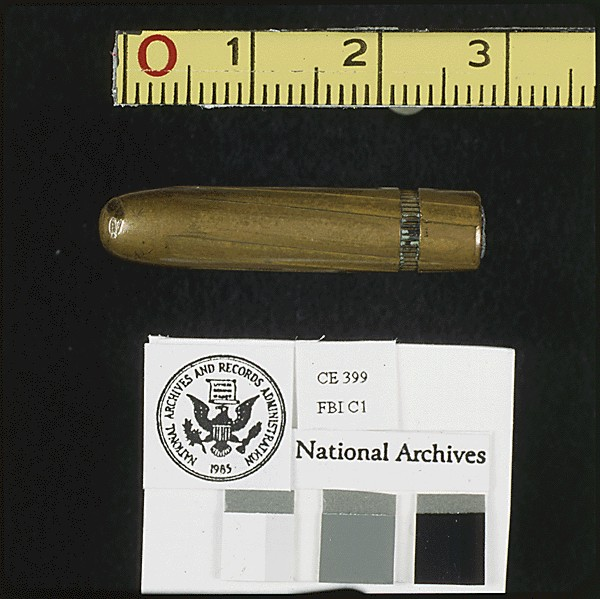
Un experimento forense sobre balística.

En el campo de la ciencia forense existe la denominación de balística forense como aquella disciplina que analiza las armas de fuego empleadas en los crímenes. Suele abarcar el estudio y análisis de los proyectiles y de los impactos determinando el calibre del arma disparada. También se ocupa de determinar la correspondencia entre proyectiles o vainas (cascos o casquillos) halladas en el sitio del suceso con algún arma hallada en poder de un sospechoso o en el lugar mismo del hecho delictivo; asimismo, verifica la presencia de residuos de pólvora sobre el blanco, con el objeto de obtener una aproximación de la distancia a la que fue realizado el disparo. Los rifles aparecieron en el siglo XVI, permitiendo mayor precisión y nuevos efectos, debido a la rotación impartida en el ánima (parte interior estriada del cañón), impartiendo al proyectil una rotación que incrementa la precisión y el alcance. Los proyectiles disparados por los rifles tenían, debido a estas estrías interiores del cañón, unas huellas distintivas que permitían averiguar la identidad (o al menos el tipo) del arma disparada, debido en gran parte a las estrías o surcos mostrados en el proyectil tras su disparo, dando esa huella de identidad distintiva.[cita requerida]
La primera evidencia de uso de la ciencia forense aplicada a la balística fue mostrada en Inglaterra, en el año 1835, cuando las únicas pruebas de identificación de un asesinato fueron las marcas en el proyectil encontrado dentro del cuerpo de la víctima. Cuando se confrontó la evidencia con el sospechoso, este confesó. El primer juez que tomó en cuenta las pruebas forenses que mostraban los estudios balísticos, lo hizo en 1902, cuando se pretendía demostrar que un arma podía ser asignada a la relación posible de pertenencia de un presunto sospechoso de asesinato. El experto del caso, Oliver Wendell Holmes, había leído algo sobre identificación balística, y por aquel entonces ya se empezó a estudiar el proyectil mediante el empleo de una lente.[cita requerida]